# Großsteingräber bei Lonvitz
Die Großsteingräber bei Lonvitz sind zwei Grabanlagen der jungsteinzeitlichen Trichterbecherkultur in der Umgebung von Lonvitz, einem Ortsteil der Gemeinde Putbus im Landkreis Vorpommern-Rügen (Mecklenburg-Vorpommern). Ein drittes Grab wurde im 19. Jahrhundert zerstört. Die beiden erhaltenen Anlagen tragen die Sprockhoff-Nummern 490 und 491. Bei allen drei Gräbern handelt es sich um Großdolmen.

## Lage
Grab 1 liegt 800 m südsüdwestlich von Lonvitz direkt in einer Kurve der Bahnstrecke zwischen Putbus und Lauterbach. Grab 2 liegt 970 m nordnordöstlich hiervon direkt am nordöstlichen Dorfrand, wo sich die beiden Straßen nach Posewald und nach Vilmnitz gabeln. In der näheren Umgebung gibt es mehrere weitere Großsteingräber. So liegt 2 km nordöstlich von Grab 2 das Großsteingrab Posewald; 2,5 km nordöstlich liegen die Großsteingräber bei Seelvitz und 2,5 km östlich die Großsteingräber bei Nadelitz. Bei Lauterbach und Putbus befinden sich darüber hinaus mehrere Grabhügel.

## Forschungsgeschichte
Auf den detaillierten Matrikelkarten der Gegend um Lancken-Granitz, die zwischen 1692 und 1709 im Zuge der schwedischen Landesaufnahme von Vorpommern angefertigt wurden, sind die Anlagen bereits verzeichnet. Eine erste Beschreibung der Gräber erfolgte 1829 durch Friedrich von Hagenow, der in Lonvitz noch drei Anlagen feststellen konnte. Seine Forschungen wurden 1904 von Rudolf Baier veröffentlicht. Eine erste ausführliche Dokumentation führte Ernst Sprockhoff durch, der 1931 die beiden noch erhaltenen Gräber vermaß und in seinem Atlas der Megalithgräber Deutschlands veröffentlichte.

## Beschreibung

### Erhaltene Gräber

#### Grab 1
Eine Hügelschüttung ist bei Grab 1 nicht mehr festzustellen. Die Grabkammer ist nordost-südwestlich orientiert und teilweise gut erhalten. Das nordöstliche Ende ist allerdings beim Bau der Bahnstrecke zerstört worden. Die Kammer hat eine Breite von 2,20 m und eine Höhe von 0,80 m. An der nordwestlichen Langseite haben sich vier Wandsteine erhalten. Der nordöstlichste ist ins Innere der Kammer geneigt, die anderen drei stehen noch in situ. An der südöstlichen Langseite befinden sich noch drei Wandsteine. Der nordöstliche und der mittlere sind nach außen geneigt, der dritte hingegen steht noch in situ, ebenso wie der südwestliche Abschlussstein. Drei Decksteine sind noch erhalten, von denen zwei allerdings ins Innere der Kammer gestürzt sind. Der südwestlichste liegt hingegen noch an seiner ursprünglichen Position. Mit einer Länge von 3,10 m, einer Breite von 1,80 m und einer Dicke von 1,10 m ist er der größte der drei Decksteine. Die drei Decksteine und ein Wandstein weisen mehrere Schälchen auf.

#### Grab 2
Grab 2 besitzt ein trapezförmiges, nord-südlich orientiertes Hünenbett mit einer Länge von etwa 28 m und einer Breite von 8 m im Süden bzw. 6 m im Norden. Die Hügelschüttung erreicht heute noch eine Höhe von 2 m. Von der Umfassung sind 13 Steine an der östlichen und fünf an der westlichen Langseite sowie einer an der südlichen Schmalseite erhalten. Am südlichen Ende befindet sich die Grabkammer. Sie ist nordwest-südöstlich orientiert und somit schräg zum Hünenbett gestellt. Sie hat eine Länge von 3,50 m und eine Breite von 1,80 m. Die Steine stecken noch sehr tief im Erdreich. An der nordöstlichen Langseite stehen noch drei Wandsteine in situ. An der südwestlichen Langseite stehen zwei Wandsteine in situ, der mittlere hingegen fehlt. Auch der nordwestliche Abschlussstein steht noch an seiner ursprünglichen Position, der südöstliche ist allerdings ins Innere der Kammer umgekippt. Der nordwestliche Deckstein liegt annähernd in situ. Der zweite Deckstein liegt verschleppt ein Stück südöstlich des Hünenbetts. Er hat eine Länge von 3,00 m, eine Breite von 2,70 m und eine Dicke von 1,40 m. Auf seiner Oberseite weist er mindestens fünf Schälchen auf. Gangsteine konnte Sprockhoff bei seiner Untersuchung nicht feststellen, er vermutete sie jedoch am südwestlichen Ende der Grabkammer.

### Das zerstörte Grab 3
Grab 3 besaß eine Grabkammer vom Typ Großdolmen, die von einem Rollsteinhügel ummantelt war.

## Die Gräber bei Lonvitz in regionalen Sagen
Um das auch als „Fleederbarg“ (Fliederberg) bezeichnete Grab 2 ranken sich mehrere Sagen: So sollen unter dem Hügel Schätze verborgen liegen, die aber trotz vieler angeblicher Versuche nie gehoben werden konnten. Lediglich einmal soll ein Hirtenjunge einen Beutel mit etwas Geld gefunden haben, als er eine Kohlstaude mit der Wurzel herausriss. Nach einer anderen Sage sind unter dem Hügel ein Messer, eine Gabel und ein Licht vergraben. Eine dritte Sage berichtet von einem Kutscher, der bei Mitternacht am Großsteingrab vorbeifuhr und dabei Zwerge entdeckte, die mit Lichtern herumhüpften und Vorbeiziehende erschreckten. Schließlich wird noch von einer schwarz gekleideten Frau erzählt, die in dunklen Nächten am Grab erscheint.